# Mount Wittenberg Orca
Mount Wittenberg Orca je kolaborační EP americké rockové skupiny Dirty Projectors a islandské hudebnice Björk. Původně album vyšlo vlastním nákladem dne 30. června 2010 a to pouze v digitální formě (stahování z internetu). Vydělané peníze dostala instituce National Geographic Society. Dne 24. října 2011 album vyšlo na kompaktním disku a gramofonové desce prostřednictvím hudebního vydavatelství Domino Records. Hora Wittenberg, podle které toto album dostalo svůj název, se nachází v národní pobřežní oblasti Point Reyes v Kalifornii.

## Seznam skladeb
Autorem všech skladeb je David Longstreth.
| Pořadí         | Název                          | Délka |
| -------------- | ------------------------------ | ----- |
| 1.             | Ocean                          | 2:09  |
| 2.             | On and Ever Onward             | 2:01  |
| 3.             | When the World Comes to an End | 3:08  |
| 4.             | Beautiful Mother               | 2:16  |
| 5.             | Sharing Orb                    | 2:48  |
| 6.             | No Embrace                     | 4:14  |
| 7.             | All We Are                     | 4:44  |
| Celková délka: | Celková délka:                 | 21:19 |

## Obsazení
Hudebníci
- Björk
- David Longstreth
- Amber Coffman
- Angel Deradoorian
- Nat Baldwin
- Brian McOmber
- Haley Dekle

Technická podpora
- David Longstreth – produkce, mixing
- Björk – mixing
- Nicolas Vernhes – nahrávání
- Tom Gloady – asistence
- Nicolas Vernhes – mixing
- Joe Lambert – mastering